# Thiberville
Thiberville – miejscowość i gmina we Francji, w regionie Normandia, w departamencie Eure.
Według danych na rok 1999 gminę zamieszkiwało 1537 osób, a gęstość zaludnienia wynosiła 192 osoby/km² (wśród 1421 gmin Górnej Normandii Thiberville plasuje się na 139. miejscu pod względem liczby ludności, natomiast pod względem powierzchni na miejscu 469.).